# Langsnavelsterkeelkolibrie
De langsnavelsterkeelkolibrie (Heliomaster longirostris) is een vogel uit de familie Trochilidae (kolibries).

## Verspreiding en leefgebied
Deze soort komt voor van zuidelijk Mexico tot oostelijk Bolivia en noordoostelijk Brazilië en telt drie ondersoorten:
- H. l. pallidiceps: van zuidelijk Mexico tot Nicaragua.
- H. l. longirostris: van Costa Rica tot Bolivia en Brazilië, Trinidad.
- H. l. albicrissa: westelijk Ecuador en noordwestelijk Peru.

## Status
De grootte van de populatie is in 2019 geschat op 0,5-5 miljoen volwassen vogels. Op de Rode lijst van de IUCN heeft deze soort de status niet bedreigd.  